# دحل أبو مروة
دحل أبو مروة هو أحد دحول هضبة الصمان في المملكة العربية السعودية، يقع في جنوب الصمان.